# Cantó de Sant Gervais
El cantó de Sant Gervais és un cantó francès del departament de l'Erau, a la regió del Llenguadoc-Rosselló. Forma part del districte de Besiers, té 11 municipis i el cap cantonal és Sant Gervais.

## Municipis
- Castanet lo Naut
- Combas
- Erépia
- L'Amalon
- Lo Pojòl
- Las Airas
- Ròsis
- Sant Gervais
- Sent Ginièis de Varençal
- Tauçac
- Vilamanha